# Per Erlandsson (militär)
Per Adolf Erlandsson, född den 3 februari 1877 i Skara, död den 4 maj 1952 i Växjö, var en svensk militär. Han var son till Olof Erlandsson.
Erlandsson blev underlöjtnant vid Västgöta regemente 1897 och löjtnant där 1899. Efter att ha genomgått Gymnastiska centralinstitutet 1899–1900, Infanteriskjutskolan 1903 och Krigshögskolan 1904–1906 blev han kapten vid regementet 1911. Han befordrades till major i armén 1920 och vid Älvsborgs regemente samma år. Erlandsson var chef för infanteriets skolor på Karlsborgs fästning 1924–1927. Han befordrades till överstelöjtnant i armén 1925, blev tillförordnad överstelöjtnant vid Bohusläns regemente samma år och överstelöjtnant där 1926. Erlandsson befordrades till överste i armén och blev tillförordnad chef för Västerbottens regemente 1928 samt överste och chef där samma år. Han var chef för Kronobergs regemente 1932–1937. Erlandsson blev riddare av Svärdsorden 1918, kommendör av andra klassen av samma orden 1931 och kommendör av första klassen 1933.